# Triptofan a,b-oksidaza
Triptofan a,b-oksidaza (EC 1.3.3.10, -triptofan 2',3'-oksidaza, L-triptofan alfa,beta-dehidrogenaza) je enzim sa sistematskim imenom L-triptofan:kiseonik alfa,beta-oksidoreduktaza. Ovaj enzim katalizuje sledeću hemijsku reakciju
-triptofan + O2 {\displaystyle \rightleftharpoons } alfa,beta-didehidrotriptofan + 2O2
Za rad ovog enzima je neohodan Hem. Enzim iz Chromobakterija violaceum je specifičan za triptofanske derivate sa slobodnom karboksilnom grupom, kao i za amide i estre.

## Literatura
- Nicholas C. Price; Lewis Stevens (1999). Fundamentals of Enzymology: The Cell and Molecular Biology of Catalytic Proteins (Third изд.). USA: Oxford University Press. ISBN 019850229X.
- Eric J. Toone (2006). Advances in Enzymology and Related Areas of Molecular Biology, Protein Evolution (Volume 75 изд.). Wiley-Interscience. ISBN 0471205036.
- Branden C; Tooze J. Introduction to Protein Structure. New York, NY: Garland Publishing. ISBN 0-8153-2305-0.
- Irwin H. Segel. Enzyme Kinetics: Behavior and Analysis of Rapid Equilibrium and Steady-State Enzyme Systems (Book 44 изд.). Wiley Classics Library. ISBN 0471303097.

## Spoljašnje veze
- Tryptophan+alpha,beta-oxidase на 